# Советизация Южного Сахалина
В результате Южно-Сахалинской операции территория Южного Сахалина, ранее захваченного Японией в 1905 году (Карафуто), перешла к СССР. Последним этапом этой операции стал десант в порт Отомари 25 августа 1945 года. К этому времени Южный Сахалин населяли 355 тысяч японцев. Помимо японцев, на южной половине Сахалина проживали 24 тысячи корейцев, 400 айнов, 288 орочонов, а также 96 русских, 81 эвенк, 27 китайцев и 24 нивха.
27 августа 1945 года первым военным комендантом оккупированной японской территории стал генерал-майор Михаил Васильевич Алимов. По городам и посёлкам Южного Сахалина были расклеены советские листовки, содержащие следующий текст: «Война окончена, народы получили возможность трудиться. Красная Армия принесла мирный труд и порядок. Ей чужды насилие и порабощение других народов. Она несёт им свободу и счастье».
Во время советского вторжения в августе 1945 года японское население многих сёл и городов Южного Сахалина бежало в портовые города Отомари (Корсаков) и Маока (Холмск), стремясь эвакуироваться в Японию. Однако в этих портах никаких судов для эвакуации не было. На юге Сахалина скопилось почти 70 тыс. беженцев, живших лагерем на берегу моря. Они голодали, среди них распространялись дизентерия, тиф, другие заболевания. Многие умерли от голода и болезней. Многие японцы и корейцы прятались в лесах. Японцы уничтожали линии связи, транспорт, скот, разрушали предприятия, поджигали дома.
К началу сентября 1945 года японское население стало возвращаться из тайги в свои дома. 23 сентября 1945 года была создана гражданская администрация Южного Сахалина — «Гражданское управление Южного Сахалина при Военном Совете 2-го Дальневосточного фронта», которое возглавил Дмитрий Крюков. При этом руководящую должность сохранил Оцу Тосио — последний японский губернатор Карафуто, который стал работать в подчинении у Дмитрия Крюкова.
В 1945—1946 годах органами НКВД СССР (МВД СССР) и МГБ СССР велась работа по выявлению японских солдат, офицеров, полицейских, проживавших на нелегальном положении и прятавшихся в тайге. В 1946 году было ликвидировано 13 вооружённых банд (60 человек), состоявших из японских военных и бойцов ополчения «Боётай». Была также ликвидирована японская диверсионная группа из 10 резервистов во главе с бывшим заместителем начальника штаба японских вооружённых сил на Карафуто, подполковником Чикуси Фудзио, которая под командованием капитана Китаяма поджигала дома в городе Сисука (ныне Поронайск). Японцы в октябре 1945 года убили капитана контрразведки «Смерш» Николая Земляницкого. В ноябре 1946 года в посёлке Тирикоро (ныне Нерпичье, Поронайский район) выявили и арестовали отряд японцев из 10 человек во главе с бывшим полицейским Кикучи, который расстрелял трёх живших в посёлке корейцев за их лояльное отношение к советской власти.
2 февраля 1946 года была образована Южно-Сахалинская область, подчиненная Хабаровскому краю РСФСР. Весной 1946 года первым градостроительным мероприятием советской власти в столице бывшего Карафуто стало обустройство тротуаров на центральных улицах. На базе японских предприятий был организован Отомаринский рыбокомбинат. Еще одним мероприятием советской власти стала денежная реформа с заменой японских йен на советские рубли. Советская власть отменила ритуалы поклонения должностным лицам (в обиход вошли рукопожатия) и закрыла публичные дома. Бывших гейш переселили в рабочее общежитие и устроили трудиться на консервный завод. Вводились нормы советского законодательства. На Южном Сахалине были созданы японские колхозы, даже открылись пионерские лагеря для японских детей. 1 мая 1946 года бывшие подданные императора массовыми демонстрациями под портретами Ленина и Сталина отмечали советский праздник. До конца 1946 года на Южный Сахалин переселились почти четыре тысячи семей из России и других республик Советского Союза. Центром культурной жизни стали кинотеатры и библиотеки. Начали выпуск газеты.
2 февраля 1946 года СНК СССР принял постановление «О выдаче временных удостоверений и прописке японского населения на Южном Сахалине». За март—апрель 1946 года органами МВД Южно-Сахалинской области было учтено 279 404 человек, из них 254 299 японцев, 24 774 корейцев, 79 китайцев, 152 айна. С июня 1946 года на Сахалин в большом количестве стало прибывать русское население.
В 1947 году Южный Сахалин вошёл в Сахалинскую область, причем административным центром стал Южно-Сахалинск (бывшая Тоёхара).
Массовая репатриация началась весной 1947 года и уже к 1 августа Сахалин принудительно покинули 124 308 человек — почти половина местных японцев. Всем уезжающим разрешалось брать с собой до 100 кг личных вещей и до 1000 рублей. В 1947 году в Невельск (бывший Хонто) из Советской Гавани был переведен рыболовецкий колхоз «Заветы Ильича», который был создан переселенцами из Астрахани в 1920-х годах. В течение 1947—1949 гг. в Сахалинскую область были завезены 400 тыс. человек. К 1949 году на Сахалине осталось 2682 японца, получивших советское гражднство. Некоторые даже достигли карьерных высот (например, Сокити Нисияма).
В 1949 году был открыт Сахалинский государственный университет.